# Nappy Roots
Nappy Roots è una band di genere hip hop statunitense, proveniente da Bowling Green, nel Kentucky.

## Storia

### 1995-1998: Gli inizi
La band si formò in una cittadina del Kentucky nel 1995. I vari componenti erano Skinny DeVille, Ryan Prophet, B. Stile, Big V e Fish Scales, con in comune la passione e il talento per la musica rap. La band cominciò a fare piccoli concerti in locali e discoteche di tutto il quartiere di Bowling Green, dove erano stati fondati. Il fondatore assoluto è Skinny DeVille, che viene sempre inserito nella prima posizione nelle descrizioni dei membri della band hip hop. Ma già nel 1997 i Nappy Roots cominciano a fare tour, non ufficiali, attorno alle periferie delle varie zone del Kentucky.

### 1999: Atlantic Records
Nel 1999 Skinny e Big V rivelano a tutti le preoccupazioni, ma Skinny propose di provare a firmare un contratto con l'Atlantic Records, la migliore casa discografica nel circolo di quel tempo. Ma tutti dissero che non si poteva chiedere, ma si doveva ricevere una domanda di contratto, cosa che poi accadde: il 28 marzo 1999 Skinny ricevette una lettera dalla Atlantic Records, che offriva un contratto per creare un'etichetta discografica con loro. Skinny, non appena lesse la lettera che preannunciava una riunione dopo due giorni, telefonò a tutti i membri della band per rivelare la grande notizia: tutti ne furono entusiasti, e da lì si cominciò a definire un'avventura la strada per scalare il successo dei Nappy Roots.

### 2000-2001: Nappy Roots Entertainment
Non passa neanche un anno, che i Nappy Roots decidono di creare la Nappy Roots Entertainment, una casa discografica aperta a tutti gli artisti di genere rap. Ma per ottenere la licenza di costruzione nel paese servivano più di $200.000. E questo periodo dei Nappy Roots venne chiamato dai fans MaxConcert, relativo proprio al vasto numero totalizzato di concerti nell'arco di due anni. E il sogno della band venne a fin fine realizzato. Con i fondi equivalenti a $300.000, i Nappy Roots ottennero la licenza di costruzione della nuova casa discografica. La casa, però, non ottenne vari artisti che volevano firmare un contratto, perciò venne chiusa. Ma tra qualche anno, con il successone realizzato dalla band del Kentucky, la Nappy Roots Entertainment verrà riaperta. Ma con la chiusura, i rapporti tra Nappy Roots e R. Prophet si complicano, tanto che egli decide di abbandonare nel seguente anno la band.

### 2002: Watermelon, Chicken & Gritz
Nel 2002, dopo l'addio di R. Prophet, i Nappy Roots entrano definitivamente nel mondo musicale, mettendo in commercio il loro album di debutto: Watermelon, Chicken & Gritz. Il titolo è stato preso da un Bed&Breakfast di Bowling Green, vicino alla casa di Skinny.

## Award e Nomination
- 2002: MTV Video Music Award (Anawn feat. Jazze Pha)
- 2003: American Music Award (Favorite Band, Duo or Group - Hip-Hop/R&B e Favorite New Artist - Hip-Hop/R&B)
- 2003: Grammy Award (Po' Folks)
- 2003: Soul Train Award (Awnaw feat. Jazze Pha)